# Головашівка (станція)
Головáшівка — проміжна залізнична станція 5-го класу Сумської дирекції залізничних перевезень Південної залізниці на двоколійній неелектрифікованої лінії Білопілля — Баси між станціями Торопилівка (8 км) та Амбари (8 км). Розташована в  селі Головашівка Сумського району Сумської області.

## Пасажирське сполучення
На станції Головашівка зупиняються приміські поїзди до станцій Віринський Завод, Ворожба, Кириківка, Суми, Тростянець-Смородине.